# سیارک ۹۵۱۶
سیارک ۹۵۱۶ (به انگلیسی: 9516 Inasan، نامگذاری:1976YL3) نه هزار و پانصد و شانزدهمین سیارک کشف شده‌است که در ۱۶ دسامبر ۱۹۷۶ کشف شد.
قدر مطلق سیارک برابر ۷.۴ است.